# Cornelio Malvasia
Cornelio Malvasia, noto anche con lo pseudonimo di Arteniso Tebano (Bologna, 11 aprile 1603 – Bologna, 29 marzo 1664), è stato un astronomo, nobile e militare italiano.

## Biografia
Nato nel 1603 in una famiglia aristocratica di Bologna, era cugino di Carlo Cesare Malvasia.
Durante la guerra di Castro guidava la cavalleria papale contro il ducato di Parma. Si avvicinò ai nipoti di papa Urbano VIII e suo cugino Carlo fu sostenuto a Roma da Marzio Ginetti, lealista dei Barberini.
Malvasia diventò poi consigliere militare di Alfonso IV d'Este  e fu nominato Marechal delle truppe francesi in Italia di cui Francesco II d'Este era generale. Nel 1655, come generale dell'artiglieria estense, partecipò all'assedio di Pavia. Nel 1656 visitò Parigi e fu premiato da Luigi XIV di Francia con una pensione di 400 luigi d'oro annuali e dal cardinal Mazzarino con una bottoniera di diamante.

## Astronomia
Malvasia fu sempre interessato all'astronomia durante la propria carriera militare; eletto senatore a Bologna, nel 1640 cominciò la costruzione dell'osservatorio di Panzano.
Nel 1645 invitò Giovanni Domenico Cassini a Bologna e 17 anni dopo pubblicarono un'opera a quattro mani, Ephemerides novissimae motuum coelestium. Inoltre Malvasia fu in corrispondenza con numerosi altri astronomi contemporanei.

## Opere

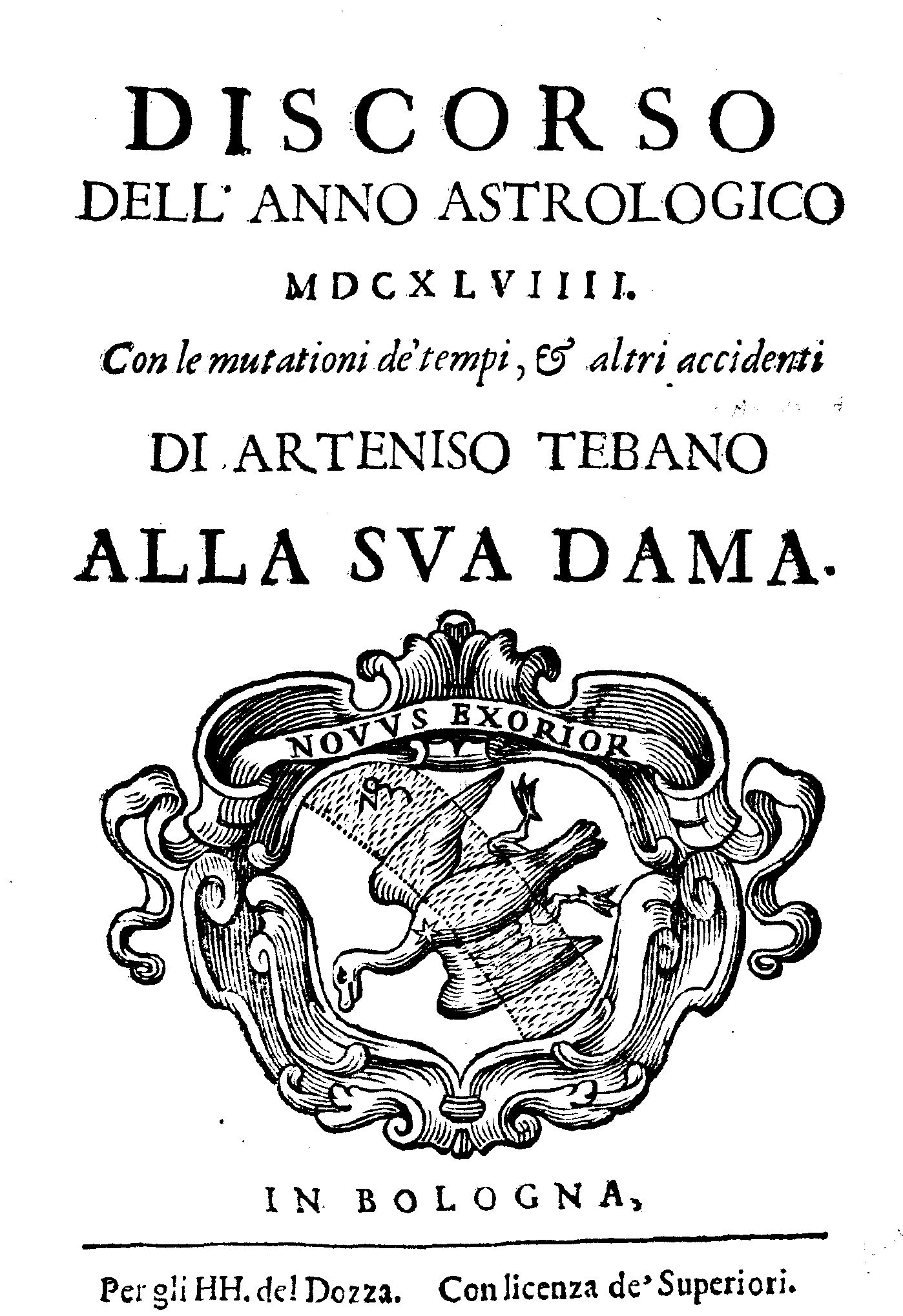
Discorso dell'anno astrologico 1649

- Luca Gaurico, Astrologia quam vocant iudiciariam in aphorismos resoluta, traduzione di Cornelio Malvasia, Francoforte sul Meno, Johann Theobald Schönwetter, 1638.
- Arteniso Tebano, Discorso dell'anno astrologico 1647, Bologna, eredi di Evangelista Dozza, 1647.
- Arteniso Tebano, Discorso dell'anno astrologico 1649, Bologna, eredi di Evangelista Dozza, 1649.
- Arteniso Tebano, Discorso dell'anno astrologico 1650, Bologna, Giacomo Monti, 1650.